# Eulophia leachii
Eulophia leachii är en orkidéart som beskrevs av Greatrex och Anthony Vincent Hall. Eulophia leachii ingår i släktet Eulophia och familjen orkidéer. Inga underarter finns listade i Catalogue of Life.